# نفق أربي
النفق الأُرْبِي (بالإنجليزية: Inguinal canal)‏ أو القناتان الأُرْبِيَّتان هما الممران الموجودان في جدار البطن الأمامي للإنسان والحيوانات، واللذين يسمحان لدى الذكور بمرور الحبال المنوية ويسمحان لدى الإناث بمرور رباط الرحم المستدير. النفقان الأربيان أكبر وأكثر بروزًا لدى الذكور. توجد قناة أربية واحدة في كل جانب من جانبي الخط الناصف.

## الوظيفة
تختلف التركيبة البنيوية التي تمر عبر القنوات بين الذكور والإناث:
- عند الذكور: الحبل المنوي وما يغطيه + العصب الحرقفي الأربي.[3]

- عند الإناث: رباط الرحم المستدير + العصب الحرقفي الأربي.

التمثيل المعتاد لمحتويات الحبال المنوية لدى الذكور هي:
3 شرايين: شريان إلى الأسهر (أو القناة الناقلة للمني) والشريان الخصوي وشريان العضلة المشمرة؛
3 طبقات لفافية: لفافة منوية خارجية ولفافة العضلة المشمرة ولفافة منوية داخلية؛
3 هياكل أخرى: ضفيرة وريدية محلاقية والأسهر (أو القناة الناقلة للمني) والأوعية اللمفية الخصوية.
3 أعصاب: الفرع التناسلي للعصب الفخذي التناسلي (إل 1/2)، ألياف واردة ودية وحشوية، وعصب حرقفي أربي (خارج الحبل المنوي ولكنه يمر بجانبه).
تجدر الملاحظة بأن العصب الحرقفي الأربي يمر عبر الحلقة السطحية لينزل إلى كيس الصفن، لكنه لا يمر بصورة فعلية عبر القناة.
تعني حساسية فرع العصب الفخذي التناسلي أنه من الممكن استخدام القناة الأربية باعتبارها منطقة مثيرة للشهوة الجنسية في ممارسات النساء العابرات جنسيًا (المتحولات جنسيًا).

## الأهمية السريرية
من الممكن أن تنتقل محتويات البطن (والتي قد تشمل الأمعاء) بشكل غير طبيعي من التجويف البطني. عندما تخرج هذه المحتويات عبر القناة الأربية، بعد أن تكون قد مرت عبر الحلقة الأربية العميقة، تُعرف الحالة بالفتق المغبني (أو الفتق الأربي) غير المباشر أو المائل. قد يسبب هذا العقم أيضًا. تكون هذه الحالة أكثر شيوعًا لدى الذكور منها لدى الإناث، وذلك بسبب صغر حجم القناة الأربية لدى الإناث.
يُعرف الفتق الذي يخرج من تجويف البطن مباشرةً من خلال الطبقات العميقة لجدار البطن، أي الذي يتجاوز القناة الأربية، بالفتق المغبني المباشر (الفتق الأربي المباشر).
عند الذكور الذين لديهم عرض قوي للمنعكس المشمر، يمكن للخصيتين -أثناء النشاط الجنسي الخفيف أو الملاعبة اليدوية- التراجع بصورة جزئية أو كلية باتجاه القناة الأربية لفترة قصيرة. لدى اليافعين والبالغين المصابين بإصابة في المنطقة الأربية، من الممكن أن يدوم هذا التراجع لفترة أطول وقد يؤدي في بعض الحالات إلى العقم الناتج عن ارتفاع درجة الحرارة.
تكون الحلقة السطحية محسوسة في الظروف العادية. تتسع الحلقة السطحية في حالة تسمى ألم العانة الرياضي أو الفتق الرياضي. قد تبرز محتويات البطن من خلال الحلقة في الفتق المغبني.

## الموقع
يقع النفق الأربي في أسفل البطن عند منطقة المغبن فوق النصف الإنسي للرباط الأربي.

## الطول
تقريباً 4 سم.

## الاتجاه
يكون مائلاً للأمام والأسفل والإنسي.

## المحتويات
- عند الذكور: الحبل المنوي وأغطيته، العصب الحرقفي الأربي.
- عند الإناث: الرباط المدور للرحم، العصب الحرقفي الأربي.